# Selezivka, Ovruci
Selezivka (în ucraineană Селезівка) este un sat în comuna Bihun din raionul Ovruci, regiunea Jîtomîr, Ucraina.

## Demografie
Componența lingvistică a localității Selezivka
     Ucraineană (98,39%)
     Belarusă (1,61%)
Conform recensământului din 2001, majoritatea populației localității Selezivka era vorbitoare de ucraineană (98,39%), existând în minoritate și vorbitori de belarusă (1,61%).